# Le Banquet de Jupille
Vous lisez un « bon article » labellisé en 2024.
Le Banquet de Jupille est un tableau d'Auguste Chauvin — peintre belge fortement influencé par l'école de peinture de Düsseldorf, également professeur et directeur de l'Académie royale des beaux-arts de Liège — exposé pour la première fois en 1861.
La toile, commande passée par l'État belge et la Ville de Liège en 1855, est une peinture d'histoire, influencée par le maniérisme italien du XVIe siècle. Elle représente un moment de la légende de saint Lambert, lorsque, vers 705, il apostrophe Alpaïde, seconde épouse de Pépin de Herstal et mère de Charles Martel, qui, alors qu’elle usurpe la place de Plectrude, première épouse et femme légitime de Pépin, a tenté d'obtenir sa bénédiction par fourberie en essayant de lui faire bénir furtivement sa coupe lors d'un banquet offert par Pépin à Jupille, un village à proximité de la ville de Liège. Peu de temps après cet incident, Lambert de Maastricht est assassiné par les troupes de Dodon, frère d'Alpaïde et domesticus de Pépin II.
L'œuvre est exposée en 1861 au Salon d'Anvers, puis à Berlin en 1862, et reçoit des critiques favorables dans les deux cas. Elle reste dans les collections communales de Liège, et plus concrètement dans les réserves du musée de l'Art wallon à partir de 1952, pour en être finalement sortie en 1996. Cette même année, la toile est restaurée, et elle est exposée depuis lors à la cathédrale Saint-Paul de Liège.

## La peinture

### Commande et exécution
Le Banquet de Jupille est une commande de l'État belge et de la ville de Liège à l'artiste Auguste Chauvin. Le contrat signé le 1er mai 1855 stipule que « M. Chauvin se charge d'exécuter un tableau représentant un fait tiré des annales du pays, dont le sujet et les dimensions seront dûment approuvés » et fixe le prix total à 10 000 francs belges. Ce montant se répartit de la façon suivante : 3 000 francs belges pour l'esquisse, 3 000 francs belges à la moitié du travail et 4 000 francs belges une fois l'œuvre achevée. La part de la ville de Liège s'élève à 3 000 francs belges et les 7 000 francs belges restants sont pris en charge par l'État,.
L'élaboration de la composition se fait de 1855 à 1861, et si Auguste Chauvin ne tarde pas à déterminer le sujet,,, les retards dans son exécution sont « dus à la maladie de l'artiste et surtout à ses doubles fonctions de directeur de l'Académie et de professeur intérimaire de la classe de dessin d'après l'antique ».

### Description et légende
La toile, qui est aussi connue sous le nom de Saint Lambert au banquet de Pépin de Herstal, ou Saint Lambert et Alpaïde, est une peinture à l'huile de grand format, 390 × 470 cm, qui représente la scène suivante : « Saint Lambert, debout, apostrophe Alpaïde et Pépin ; la première, parce qu'en mêlant sa coupe à celles des autres convives pour la faire bénir, elle a voulu surprendre la bonne foi de l'évêque ; le second, parce qu'en ayant à ses côtés Alpaïde, à la place de sa femme légitime Plectrude, il brave les lois et la défense de l'Église »,,.

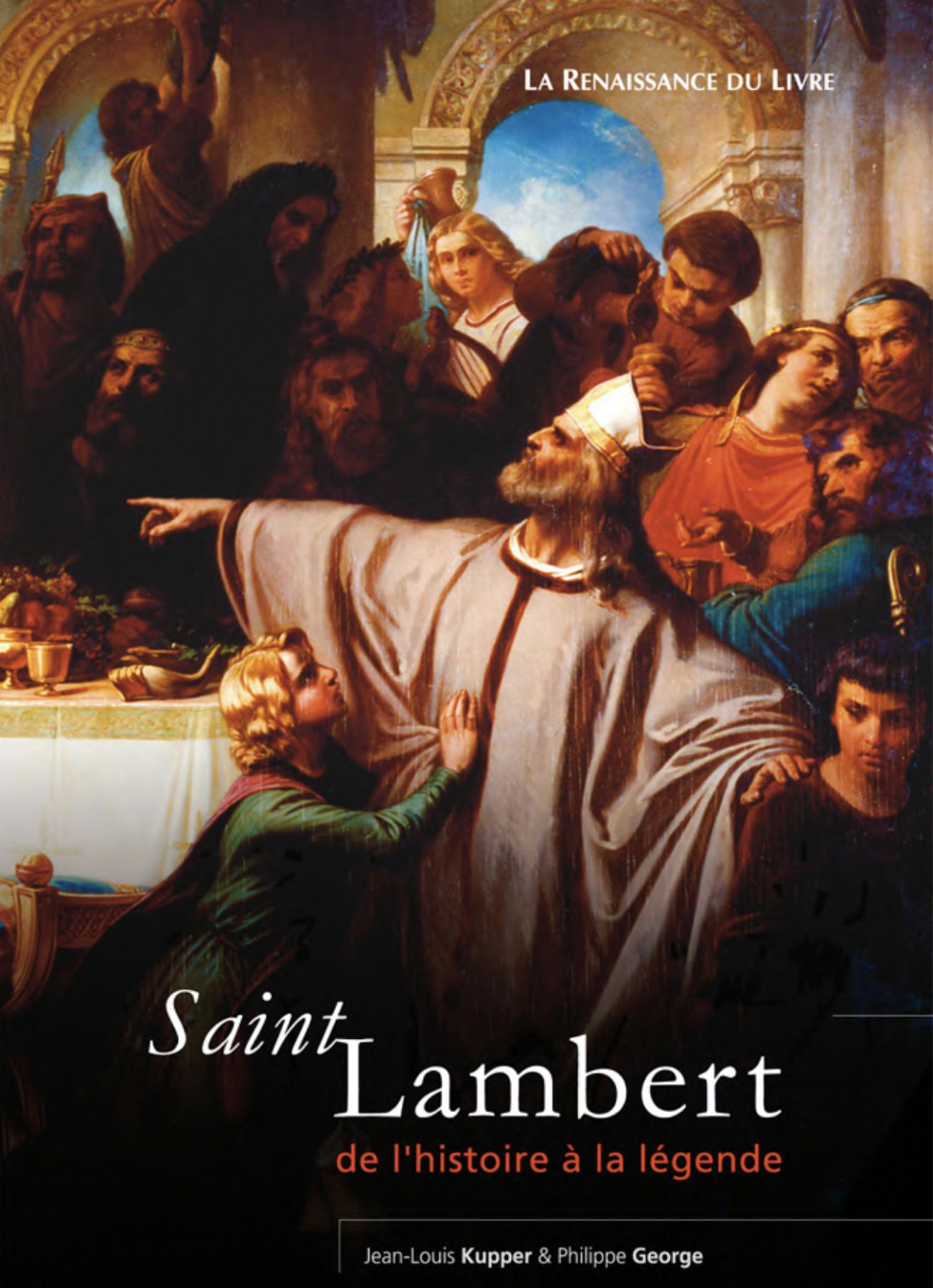
Auguste Chauvin (peinture) et Bonaffini (couverture et mise en pages), couverture de l'ouvrage Saint Lambert : de l'histoire à la légende, 1861-2006.

En 1843, Étienne de Gerlache fournit une description plus détaillée de la légende qui a servi d'inspiration au peintre dans son ouvrage Histoire de Liège depuis César jusqu'à Maximilien de Bavière. Il y dépeint comment Pépin, un jour qu'il est à Jupille avec sa cour, fait mander Lambert comme il en a l'habitude lorsqu'il traite de « quelque affaire importante ». L'évêque se rend au palais, découvrant « les apprêts d'un immense festin », et il y est accueilli par Pépin « avec un visage ouvert » et Alpaïde qui « s'efforce de paraître gaie ». Au fur et à mesure que les convives prennent place au banquet, « Pépin les salue le verre en main » mais il demande à Lambert de bénir sa coupe avant « d'y tremper ses lèvres ». Il est bientôt imité par tous les courtisans, qui passent aussi leur coupe à l'évêque, mais également par Alpaïde, qui glisse furtivement la sienne parmi les autres. En effet, le caractère de l'évêque inspire un tel respect qu'Alpaïde considère « comme un triomphe de paraitre obtenir aux yeux de la cour, même par une si étrange supercherie, le suffrage de celui qu'elle n'avait encore pu fléchir ». Mais Lambert remarque la manœuvre d'Alpaïde et se tourne vers Pépin en s'exclamant : « Voyez donc l'impudence de cette femme, dont la présence ici est un scandale public ; et qui voudrait me rendre son complice ! » Sur ces mots, il quitte abruptement la table, sort du palais et laisse « cette assemblée, naguère si joyeuse, toute consternée ».
L'épisode de Jupille est déjà mentionné auparavant dans l'historiographie liégeoise par Théodose Bouille en 1725 dans le premier tome de son Histoire de la Ville et Pays de Liège, puis par Louis Dewez en 1822 dans le premier tome de son Histoire du Pays de Liège,. Philippe George, assistant à l'université de Liège et conservateur du Trésor de la cathédrale Saint-Paul, estime qu'il est difficile « de connaître les motivations exactes de l'artiste » et que l'on peut supposer « qu'au gré de ses lectures et des ouvrages en vogue à l'époque, cette « scène des annales du pays de Liège » ait retenu son attention ».
De manière plus anecdotique, Philippe George émet aussi l'hypothèse que « l'homme, juste derrière saint Lambert, moustachu et barbu, aux cheveux ondulés et au nez très typé, pourrait être un autoportrait » du peintre.

### Emplacement, expositions et restauration
Une fois achevée, l'œuvre est exposée au Salon d'Anvers du 4 août au 30 septembre 1861 puis, en décembre de cette même année, elle est installée au musée communal de Liège et « le Collège, très satisfait, en félicite l'artiste ». Le tableau est exposé en 1862 à Berlin puis reste dans les collections du musée des Beaux-Arts, passant dans les collections du musée de l'Art wallon lorsque ce dernier est créé en 1952. La toile est actuellement exposée à la cathédrale Saint-Paul de Liège. Elle y est présentée le 5 septembre 1996 dans le cadre des commémorations du XIIIe centenaire de la mort de saint Lambert, après être sortie des réserves du musée de l'Art de wallon où elle était « roulée sur un cylindre de contreplaqué » et avoir passé un processus de restauration qui commence en avril 1996.

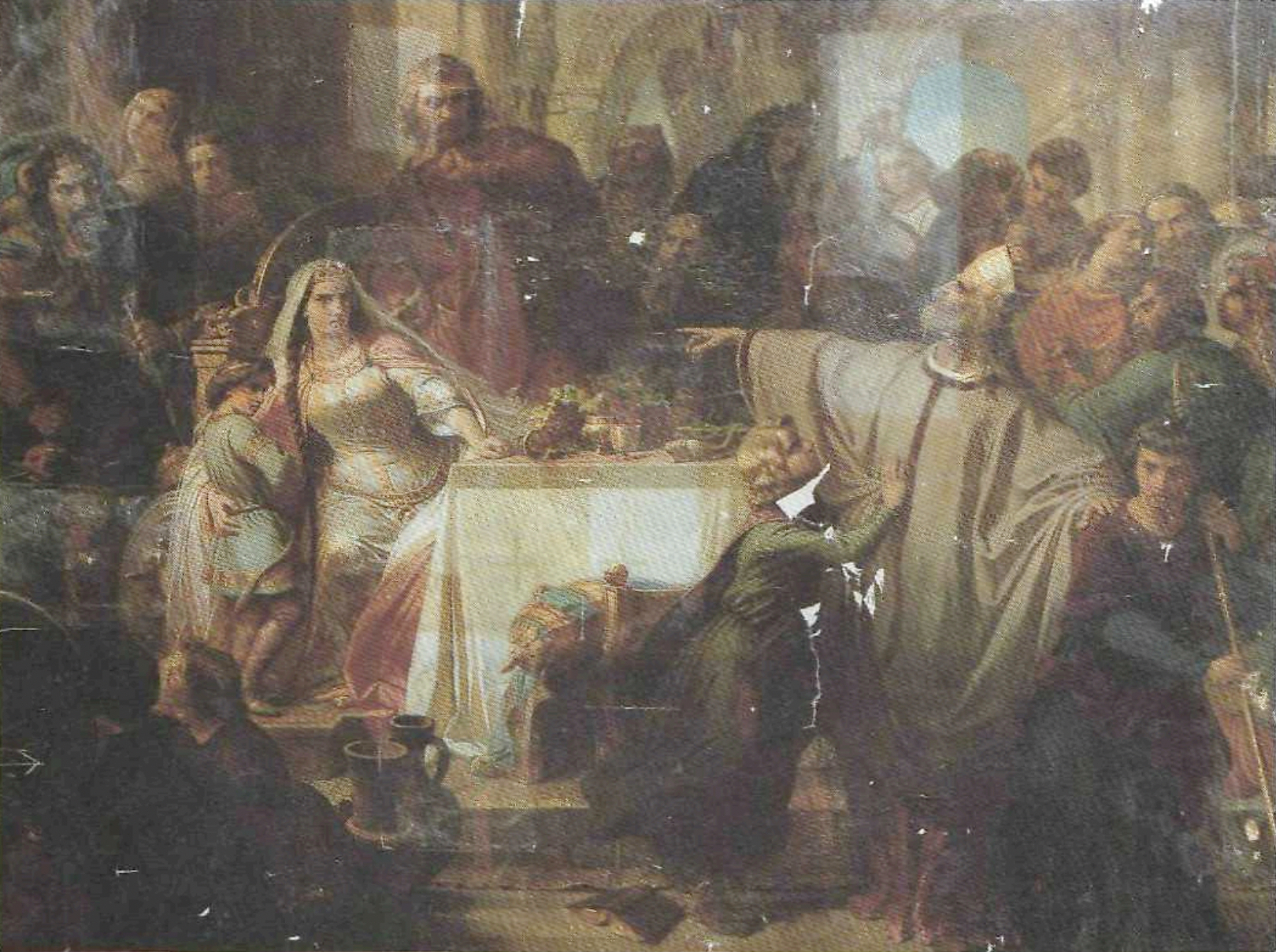
Le Banquet de Jupille avant restauration en 1996.

Avant l'intervention, la toile présente de la « salissure superficielle », des « vernis jaunes avec résines fragmentées », « quelques déchirures surtout en périphérie » ainsi que « de nombreuses réparations et surpeints grossiers » qui altèrent « la lisibilité et la compréhension de l'œuvre ». La majorité des dégâts sont probablement dus « à un séjour prolongé dans une atmosphère humide ». Les interventions suivantes sont réalisées par l'équipe de restauration :
- « une première fixation des éraillures et écaillages de la couche picturale » qui permet « l'élimination de la salissure superficielle, des vernis jaunis, des surpeints et des réparations grossières »[22] ;
- un rentoilage qui permet « de conforter le textile affaibli » et « de refixer la préparation et les écaillages de la couche picturale »[22] ;
- la fixation du tableau rentoilé sur un nouveau châssis et des « lacunes de la préparation obturées par un enduit adéquat »[22] ;
- la « réintégration du décor dans les lacunes », qui se réalise en plusieurs opérations et se limite strictement aux zones présentant des dégâts[22] ;
- l'application d'un vernis dammar en solution, ainsi que d'une solution de Paraloïd B 72 afin « d'en atténuer la brillance et de le protéger »[23].

### Influences
Philippe George détecte des « références à la peinture ancienne » : par exemple aux Noces de Cana ou au Repas chez Levi de Véronèse pour la composition, ou à Boticelli, Raphaël ou au maniérisme italien du XVIe siècle pour les visages et les figures féminines.

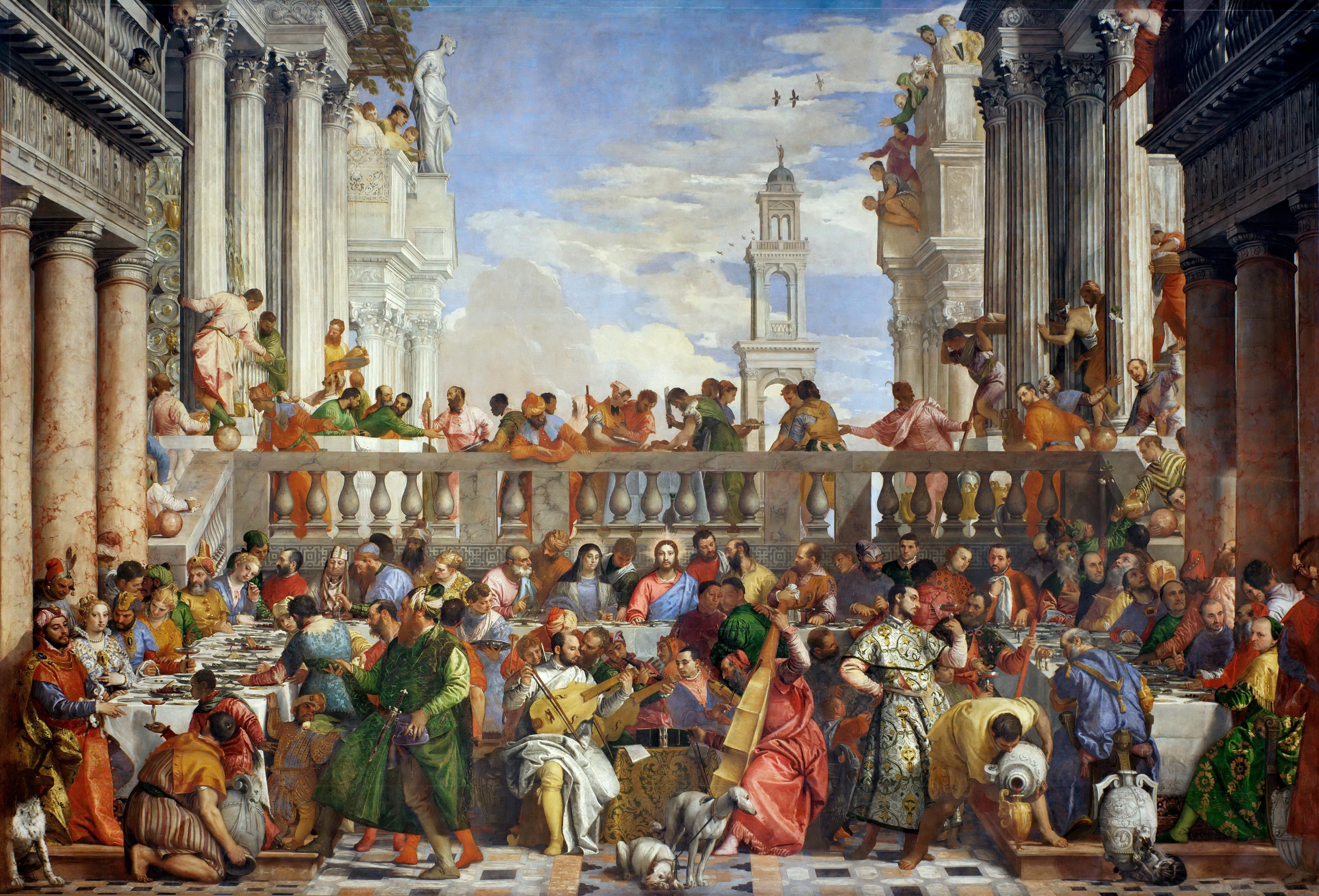
Paul Véronèse, Les Noces de Cana, 1563 (huile sur toile ; 677 × 994 cm), Paris, musée du Louvre.
Paul Véronèse, Le Repas chez Levi, 1573 (huile sur toile ; 555 × 1 310 cm), Venise, Gallerie dell'Accademia.

## Contexte

### Le peintre: Auguste Chauvin
L'artiste est un peintre de scènes religieuses, de portraits, de compositions historiques et allégoriques, et de scènes de genre. Proche du romantisme dans ses compositions historiques, il reste fortement influencé par l'école de peinture de Düsseldorf, surtout dans ses scènes religieuses,,.

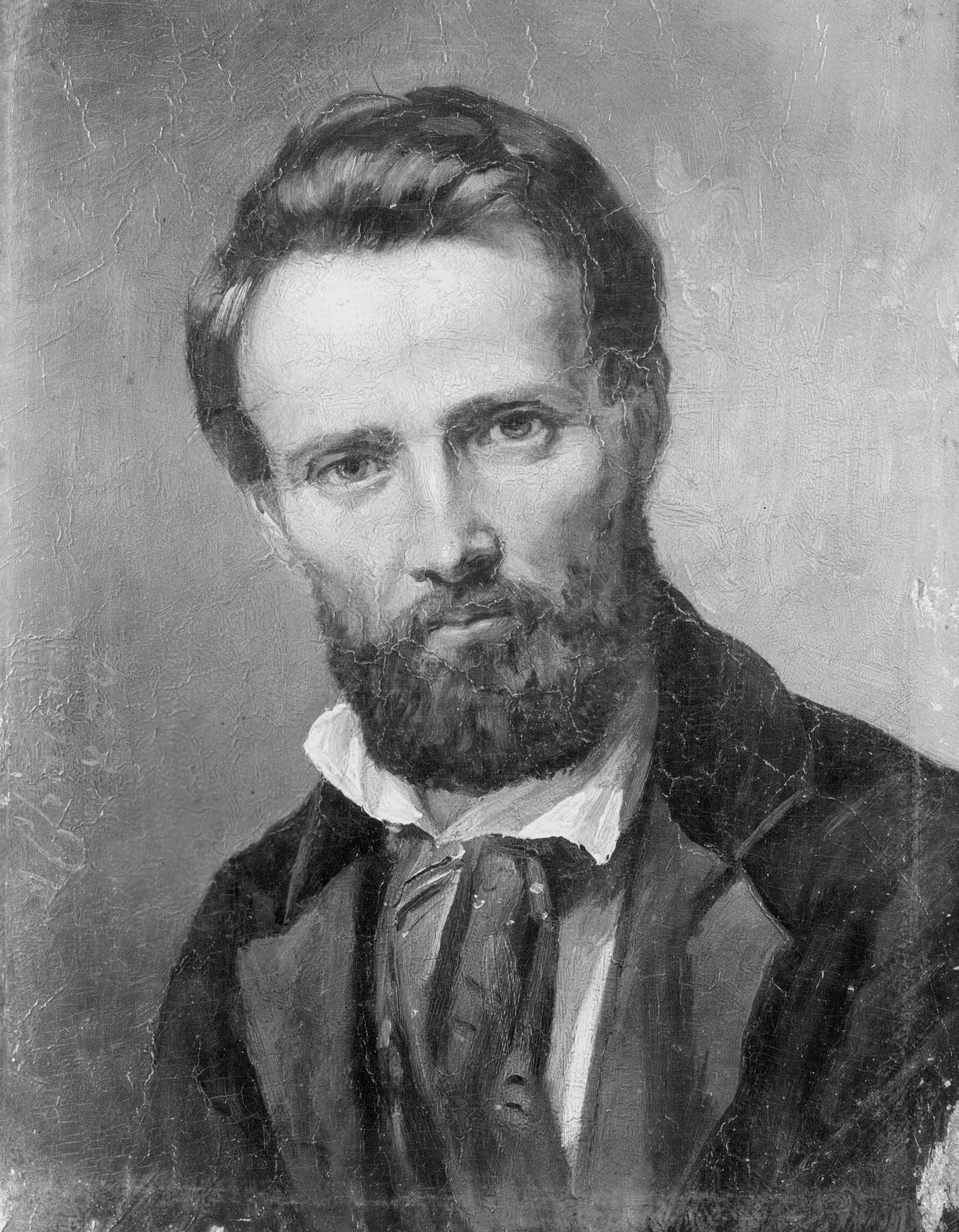
Auguste Chauvin, Autoportrait, 1850 (huile sur toile ; ; photographie noir et blanc de 1956 du KIK-IRPA), Liège, musée de l'Art wallon.

Né à Liège en 1810, Auguste Chauvin s'installe avec sa famille dès 1816 à Aix-la-Chapelle. Il s'y forme pour devenir architecte, mais apprend également les bases du dessin et de la peinture chez Jean Baptiste Bastiné,,. Après avoir exercé comme maître-maçon durant quelques années, il renonce à cette carrière en 1831, décide de suivre sa vocation artistique et part étudier à l'Académie des beaux-arts de Düsseldorf auprès de Wilhelm von Schadow. De 1832 à 1841, il poursuit sa formation à Düsseldorf tout en officiant quelques mois par an comme peintre officiel de la cour de Neuwied,,.
En 1841, il revient à Liège, où un poste de professeur à l'Académie royale des beaux-arts lui est offert. C'est le début d'une longue carrière d'enseignant à l'Académie, qui s'achève par sa mise à la pension en 1880,. Lorsqu'il achève puis expose au Salon d'Anvers Le Banquet de Jupille en 1861, Chauvin n'a plus eu d'expositions notables depuis presque dix ans, ce qui est probablement provoqué par sa charge de travail à l'Académie, qui s'est grandement accrue à la suite du décès de Barthélemy Vieillevoye en 1855.
En effet, il est nommé en 1855-1856 à la direction de l'Académie (intérim jusque 1858, puis de façon définitive),, et des collections d'art communales,, mais il est aussi professeur de dessin « d'après nature », de peinture et de composition historique (enseignement supérieur). En parallèle, il continue d'exercer l'intérim des cours de dessin « d'après l'antique » et d'expression (enseignement moyen), qu'il enseigne depuis 1842 et où il n'est finalement remplacé qu'en septembre 1859 par Charles Soubre,,.
Le périodique Le Rasoir déplore toujours cette situation dans un article du 6 avril 1873 : « Depuis quelque temps, cependant, l'artiste semble être absorbé par le directeur de l'Académie, les couleurs sèchent sur sa palette et son pinceau semble délaissé. Le feu sacré serait-il éteint et l'artiste penserait-il à se reposer sur ses succès ? ».

### La Belgique en 1850-1860: art monumental et identité nationale
Selon Philippe George et Jean-Louis Kupper, cette composition historique est « à replacer dans un courant qui s'exprime depuis la Révolution belge, celui de la peinture monumentale visant à éveiller, consolider et entretenir auprès de la population belge le sentiment national et patriotique »,. Dans la même veine, la docteure en histoire de l’art Judith Ogonovszky-Steffens remarque que la peinture monumentale est souvent créée pour des « lieux emblématiques du pouvoir » comme la Chambre, le Sénat, les palais de justice ou les hôtels de ville et sert à « légitimer l'existence du jeune royaume de Belgique » et à « inculquer un sentiment national ».
Dans le cas présent, le tableau fait référence à « deux sources justificatrices pour la Belgique de 1830 : la religion catholique et le passé national »,. Saint Lambert exerce le rôle de « défenseur du sacrement du mariage »,, et donc des valeurs morales chrétiennes, mais il représente également « un clin d'œil principautaire »,, et donc une référence à ce passé national. L'allusion au passé national se complète par l'utilisation de « l'imaginaire pippinide et carolingien » qui est évoqué « avec Pépin de "Herstal" dans son "palais" de "Jupille", sans oublier le jeune Charles Martel représenté par Chauvin aux côtés de ses parents. Ce jeu subtil d'identification peut être complété par l'image négative d'Alpaïde, cette Messaline déjà caricaturée sur la première page du bréviaire liégeois de 1622 »,.

## Réception critique

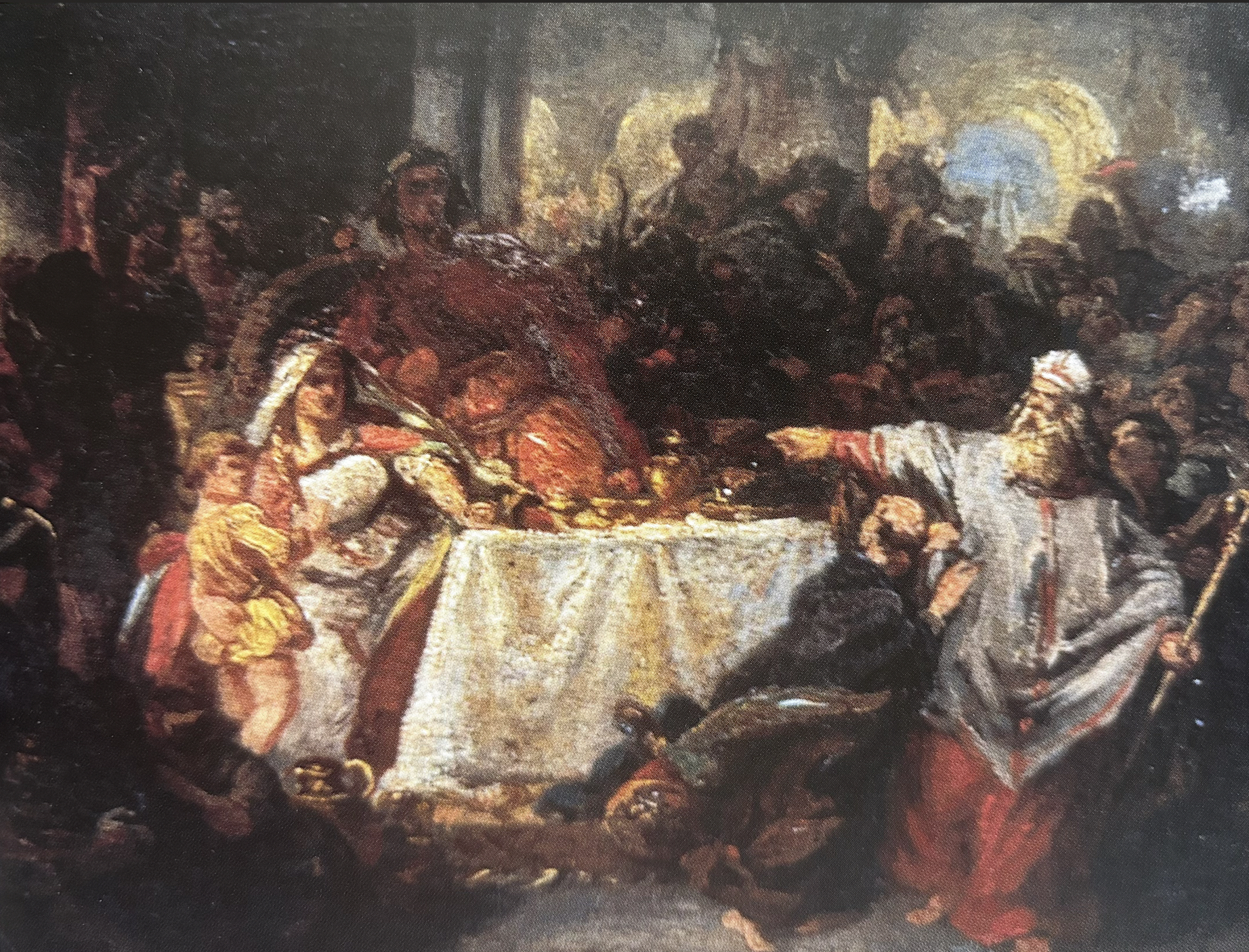
Étude pour Le Banquet de Jupille, 1856 (huile sur toile), Herstal, musée communal.

Dans un article du 15 février 1856, le journal La Meuse commente l'ébauche de la peinture et observe que « le peintre, autant qu'il nous a été permis d'en juger, a parfaitement saisi le caractère de cette scène, les passions violentes qui éclatent parmi les convives, la dignité et le courage du prélat lançant l'anathème, le dévouement des uns, la terreur des autres, la confusion partout ». L'article détaille ensuite comment l'artiste est parvenu à capter le « drame qui se déroule complet sur la toile » et combien on lit « sur toutes les figures les sentiments qui les contractent et les agitent », surtout sur celles des principaux personnages :
- Dodon, le frère d'Alpaïde, « qui se rapproche de sa sœur en tirant le glaive qui doit la venger, mais un seigneur franc lui retient le bras et s'il n'était des obstacles matériels entre lui et le prélat, on sent que sa dernière heure aurait sonné »[4] ;
- Pépin qui « s'est levé, une colère concentrée contracte tous ses traits, il est stupéfait de l'audace du prélat, mais retenu par la majesté surhumaine de Lambert, il n'ose donner encore un libre cours à ses projets sanguinaires »[4] ;
- Alpaïde dont le « sang bouillonne à l'injure qui vient de lui être faite ; d'une main, elle laisse échapper la coupe fatale et de l'autre, sentiment bien vrai, elle attire vers elle le fils qu'elle a eu de Pépin, Charles qui plus tard, s'appellera Martel et sera le sauveur de la France »[4] ;
- Lambert, « calme et digne, debout et le bras tendu vers Pépin, conserve au milieu de l'orage la sérénité d'un prêtre qui vient de remplir un grand devoir et attend la mort comme la récompense du juste », quand bien même « un jeune garçon effrayé du danger que court le saint prélat semble le supplier de se retirer »[4].

Le Journal des beaux-arts du 15 septembre 1861 publie une élogieuse critique de l'œuvre, alors exposée au Salon d'Anvers :

« La composition en est irréprochable : comme ligne, comme logique, M. Chauvin s'est placé à une grande hauteur. On devine un penseur sérieux sous l'artiste ; un homme habitué à commenter les règles de l'art et à entrer dans le vif de ce qui détermine l'étude du vrai et du beau. Il y a comme un souffle du grand Corneille sur cette scène qui forme un des points constitutifs les plus saillants de l'histoire de Liège ; on le sent dans cette grande tempête humaine soulevée par la parole de St. Lambert, et le spectateur en subit la secrète et magique influence. Chacun des personnages est parfaitement dans l'esprit de son rôle : la terreur, la colère, la foi, la crainte, toutes ces passions et tous ces sentiments occupent dans l'œuvre une place importante, et, il faut le dire, c'est, sous ce rapport, un des succès les plus larges auxquels nous ayons assisté. Nous ne nous rappelons pas avoir vu, sous le rapport de l'expression dramatique, une œuvre exécutée avec un accent plus vrai et plus profond que celle de M. Chauvin. »

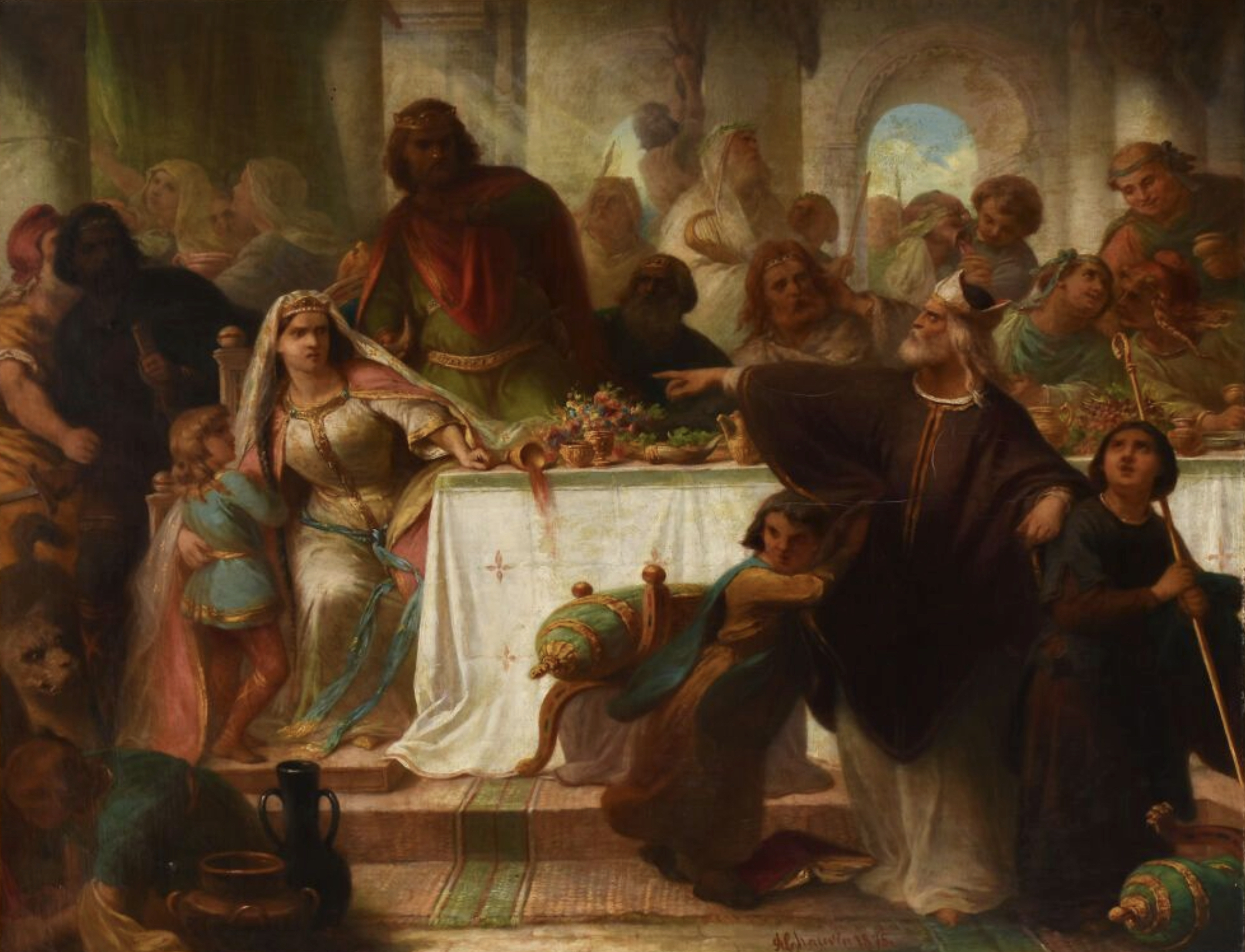
Le Banquet de Jupille, 1875 (huile sur toile ;), collection privée.

Le Banquet de Jupille obtient « un si légitime succès » au Salon d'Anvers que, l'année suivante, « le Sénat de Berlin adresse à l'artiste une lettre des plus flatteuses pour l'inviter à exposer dans la capitale de la Prusse » le tableau en question, qui y est aussi bien reçu par la critique. La toile est copiée par l'artiste dans un format plus réduit en 1875 et elle inspire également au peintre et décorateur Paul-Joseph Carpay, ancien élève de l'Académie des beaux-arts de Liège entre 1842 et 1846, une originale réinterprétation au travers de la gravure.

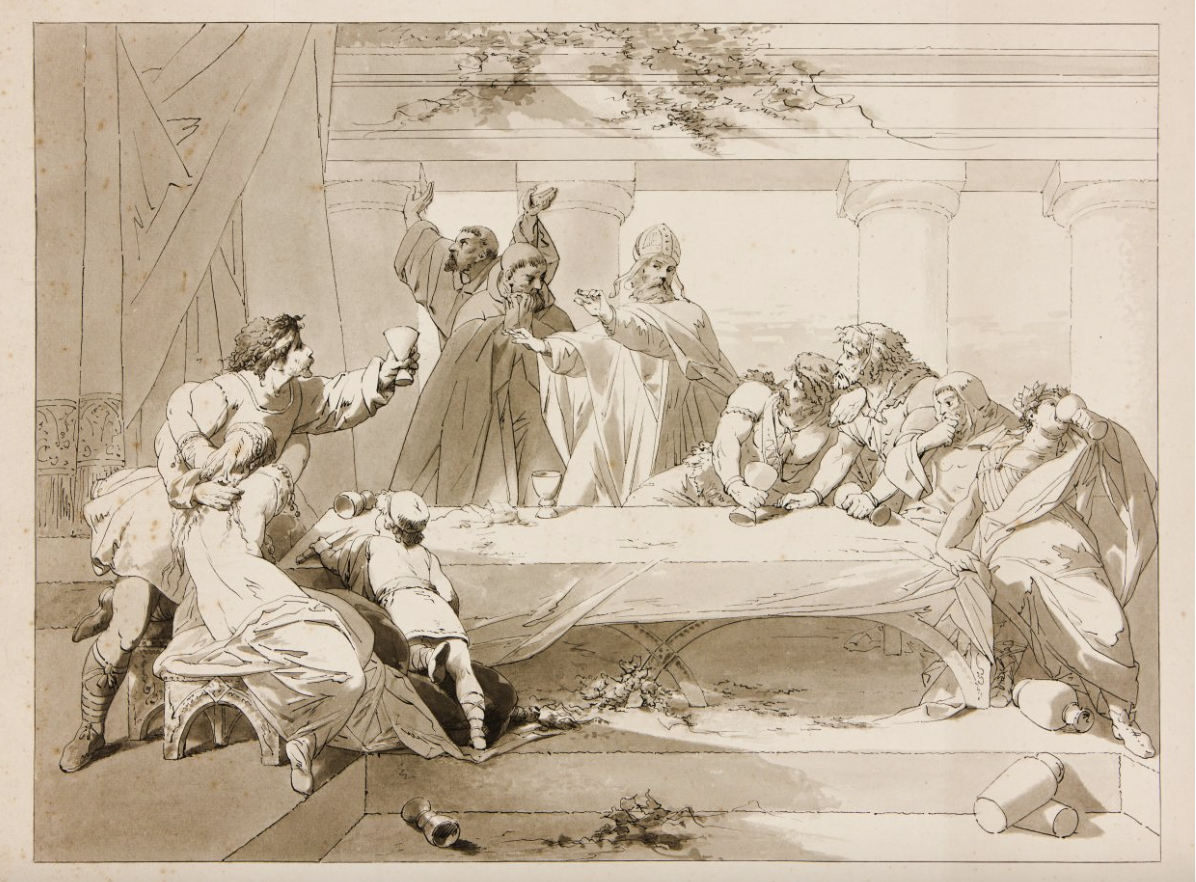
Paul-Joseph Carpay, Saint Lambert au Banquet de Jupille, 1862-1892 (gravure).

En revanche, l'œuvre ne fait pas l'unanimité parmi les critiques d'art du XXe siècle, notamment de Jacques Hendrick et Jules Bosmant qui tous les deux ont été conservateurs du musée des Beaux-Arts de Liège,. Jules Bosmant juge en 1930 que le tableau « présente, dans une couleur déplorable, une gesticulation d'acteurs tragiques qui posent pour l'objectif et se soucient plus de faire valoir la noblesse de leurs attitudes et l'harmonie de leurs grimaces que la vérité véhémente des sentiments qu'ils éprouvent ». Jacques Hendrick, quant à lui, le trouve « d'une froideur glaciale de facture et de sentiment ».
En 1955, Mère Marie-Henri, chanoinesse de la Congrégation de Notre-Dame de Jupille, estime dans son étude de « L'iconographie de saint Lambert » publiée dans le Bulletin de la Commission royale des monuments et des sites que Chauvin a repris la scène « sur un mode romantique » et effectue presque « une reconstitution historique qui est bien dans la note néo-classique de l'époque ».
Lors de la présentation de l'œuvre restaurée à la cathédrale Saint-Paul en 1996, Philippe George remarque qu'Auguste Chauvin « a soigné son décor » et « individualisé chaque personnage, fidèle à sa spécialité de portraitiste ». Il note aussi qu'« une dramatisation extrême se lit dans l'expression des visages et le regard des personnages » et que « les couleurs sont lumineuses et concourent à donner à l'œuvre toute
sa dimension ». En 2001, l'historien de l'art David Bronze considère quant à lui que « l'outrance emphatique » de la peinture, l'une des « nombreuses machines historiques grandiloquentes » que réalise l'artiste, « a néanmoins tout pour nous amuser ».